# Діснейленд зі смертною карою

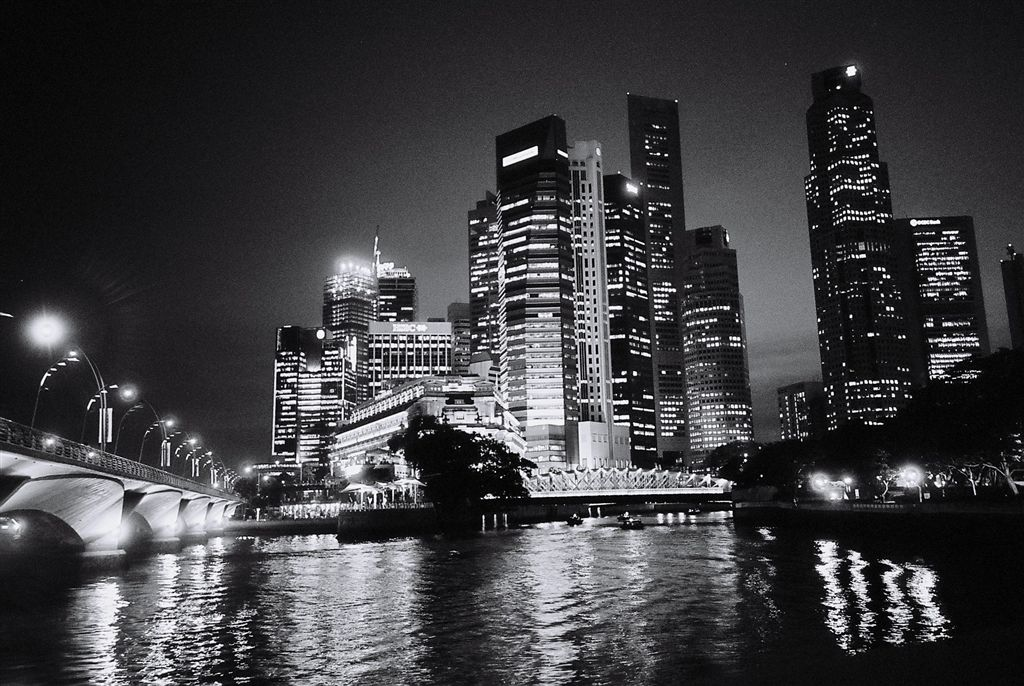
Нічний Сінгапур. Фото зроблено
12 грудня 2005 року

«Діснейленд зі смертною карою» (англ. Disneyland with the Death Penalty) — стаття про Сінгапур письменника Вільяма Гібсона, його перша значна робота в публіцистиці. Її опублікували як статтю номера в журналі Wired за вересень/жовтень 1993 року.
У статті наведено спостереження Гібсона щодо архітектури, феноменології та культури Сінгапуру. Коли письменник перебував в ньому, країна справила на нього враження чистої, нудної та конформістської. Назва статті та його головна метафора — Діснейленд зі смертною карою — відсилають до авторського бачення Сінгапуру як держави неприродно авторитарної. На думку Гібсона, Сінгапуру не вистачає духу креативності та автентичності, тут відсутні прояви його історії та неформальної культури. Автор вважає уряд всепроникним, корпоративним і технократичним, а судову систему — негнучкою та драконівською. Сінгапурців він охарактеризував як суспільство споживачів із безбарвним смаком. Щоб додати драматизму своїм спостереженням, Гібсон ілюструє їх місцевими новинами з кримінальних судових засідань, наводить контрастні описи аеропортів Південно-Східної Азії на початку та в кінці статті.
Хоч це була перша значна робота Гібсона в публіцистиці, стаття мала миттєвий і довготривалий резонанс. Через цю публікацію сінгапурський уряд заборонив журнал Wired, а фраза «Діснейленд із смертною карою» стала прізвиськом для м'якого авторитаризму Сінгапуру, якого місто-держава досить довго не може позбутися.

## Зміст
Gibson, William. «Disneyland with the Death Penalty»
Назва «Діснейленд зі смертною карою» відсилає до предмета статті — міста-держави в Південно-Східній Азії, строго підтримувану стерильність якої Гібсон описує з обуренням. Стаття починається з метафори про «Діснейленд», далі Гібсон цитує спостереження Лари Андерсон, що віртуальна реальність «ніколи не виглядатиме справжньою, доки люди не навчаться додавати до неї трохи бруду». Це стосувалося бездоганної чистоти в аеропорту Чангі. Автор відзначає, що природне середовище теж занадто вдосконалене, як-от численні поля для гольфу. Сінгапурське суспільство справляє «безжальне пуританське враження», населення контрольоване урядом, схожим на мегакорпорацію. У суспільстві міцно вкоренились конформізм та обмеження поведінки і так не розвинулись почуття гумору та креативність.

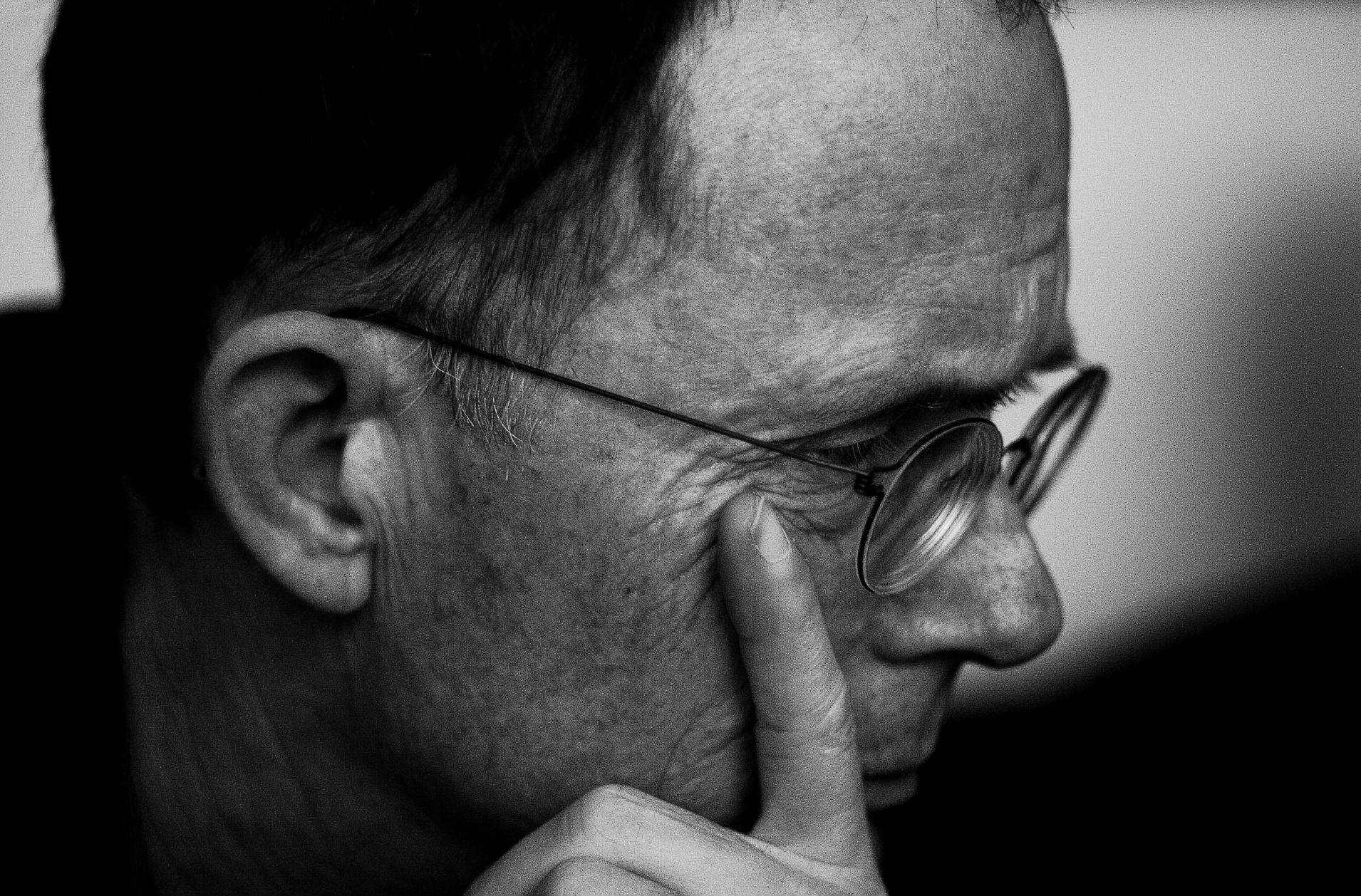
Автор Вільям Гібсон. Сфотографовано в березні 2008 року.

Гібсону важко вдається простежити зв'язки між сучасним і вікторіанським Сінгапуром, від якого мало що залишилось. Намагаючись віднайти приховані сінгапурські соціальні механізми, автор шукав присутність міського духу, однак марно. Під час ранкових прогулянок, зумовлених різницею часових поясів, він з'ясував, що фізичне минуле міста-держави майже повністю зникло. Гібсон дає короткий огляд історії Сінгапуру, починаючи від заснування сучасного Сінгапуру в 1819 році Стемфордом Рафлзом і до японської окупації та встановлення республіки в 1965 році. Він підсумовує, що сучасний Сінгапур — ефективна однопартійна держава та капіталістична технократія — є передовсім продуктом бачення прем'єр-міністра країни Лі Куана Ю, який обіймав цю посаду тридцять років. Ніби між іншим Гібсон цитує заголовки з видання South China Morning Post, в якому детально описувався суд над економістом, урядовцем та редактором газети за розкриття державної таємниці про економічне зростання Сінгапуру.

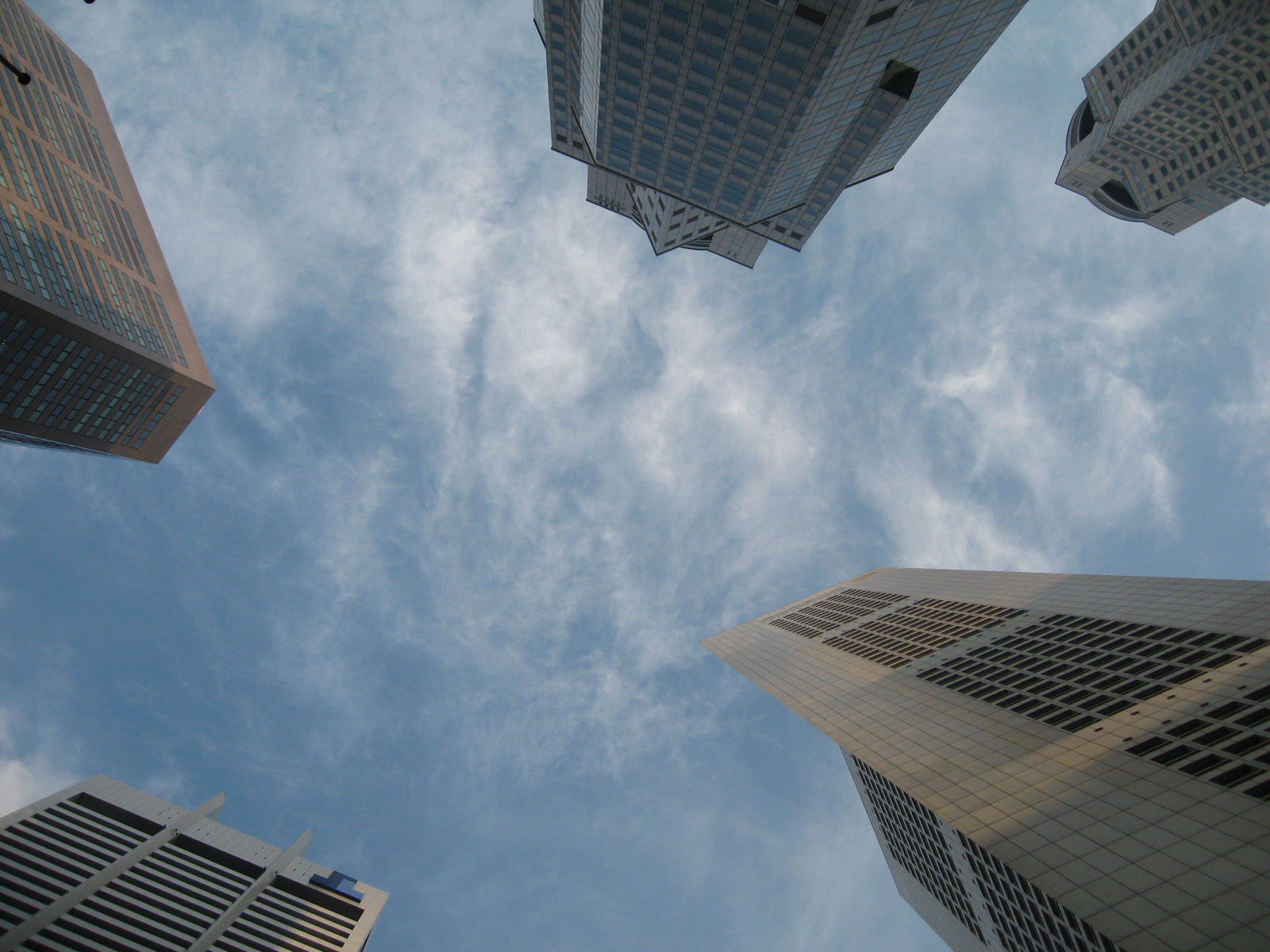
Хмарочоси на площі Рафлза в діловому центрі міста, серпень 2006 року. Через відсутність контркультури чи андеграунду Гібсон вважає, що Сінгапуру не вистачає автентичного відчуття міста.

Гібсон жалкує за автентичним міським духом, чимось, що він описує як «відсутність креативності». Він дає психологічно-географічний звіт про архітектуру міста-держави, а також відзначає безкінечний парад молодих, привабливих і типово вдягнених представників середнього класу у холах торгових центрів та порівнює місто-державу з великим конференц-центром в Атланті. Автор вважає підбір музичної та книжкової продукції в магазинах безкомпромісно ніяким, роздумуючи, чи є в цьому часткова вина Відділу небажаної пропаганди, однієї з кількох державних установ цензури. Серед майже повної відсутності богемності та альтернативної культури Гібсону не вдається знайти слідів незгодних, андеграунду чи неблагополучних кварталів. Замість будинків розпусти — санкціоновані урядом «центри здоров'я» (насправді масажні салони), а побачення обов'язково організовуються урядовими шлюбними агенціями. Він відзначає: «Тут надзвичайно мало того, що не є результатом навмисної і, без сумніву, ретельно продуманої соціальної політики».
Доказом дефіциту креативності міста-держави для автора служить одержимість її мешканців шопінгом як видом дозвілля, одноманітність торгового асортименту та цін, а також ще одна їхня пристрасть — схильність добре попоїсти (хоча, на думку автора, їжі бракує різноманіття, все-таки він зазначає: «Буде про що розповісти вдома»). Далі він знову повертається до теми поміркованої безбарвності Сінгапуру, описує тривожну чистоту навколишнього середовища та населення, яке тримається строго в рамках закону. Висвітлюючи технологічні досягнення Сінгапуру та його прагнення до інформаційної економіки, Гібсон водночас висловлює сумніви, що сінгапурцям вистачить гнучкості, зважаючи на їхню контрольовану та консервативну природу, щоб відповідати вимогам прийдешнього віку масової цифрової культури — «в дикому кіберпросторі без цензури». «Можливо, — міркує він, — доля Сінгапуру — стати не більше ніж акуратним, подібним до Швейцарії, анклавом, у якому панують порядок та багатство серед моря вигадливої химерності майбутнього».

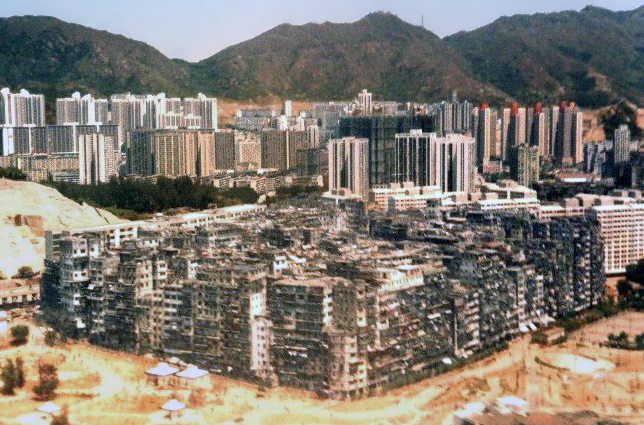
Фото з літака, зняте 1989 року, на нетрі Ковлун Волд Сіті в Гонконгу, якому Гібсон віддає перевагу порівняно із Сінгапуром.

Ближче до кінця статті Гібсон коротко розповідає про два випадки застосування смертної кари сінгапурською судовою системою. Він цитує видання The Straits Times щодо справи Мета Репіна Мамата, малайця, засудженого на смерть за спробу контрабанди кілограма канабісу до міста-держави, і продовжує описом справи Йоахана Ван Дама, нідерландського інженера, в якого знайшли значну кількість героїну, і якого чекала така ж доля. Автор висловлює сумніви щодо справедливості вищої міри покарання та описує сінгапурців як справжніх носіїв нульової толерантності. Після оголошення вироку у справі Ван Дама Гібсон вирішує покинути країну. «За рекордний час» він виписується з готелю і сідає на таксі до аеропорту. Дорогою туди його увагу привернула відсутність поліції, однак в аеропорту Чангі її було більш ніж достатньо. Тут Гібсон сфотографував викинутий зім'ятий папір, чим викликав гнів поліцейських. Прилетівши в Гонконг, він краєм ока встигає побачити заплановане до знищення Ковлун Волд Сіті в кінці посадкової смуги в хаотичному аеропорту Кай Так і роздумує над контрастом із впорядкованим та дезінфікованим містом, яке він залишив позаду. Стаття закінчується словами: «Я попустив краватку, залишаючи повітряний простір Сінгапуру».

## Резонанс
У відповідь на публікацію статті Сінгапур заборонив видання Wired у країні. Фраза «Діснейленд зі смертною карою» стала загальновідомою і широковживаною на позначення сінгапурців, особливо серед опонентів сінгапурського авторитарного методу управління. Через авторитарну та жорстку репутацію місту-державі важко було позбутися цього ярлика. У Creative Review із захватом пригадали «знаменитий убивчий коментар». Тоді як помічник редактора The New York Times Реймонд Волтер Епл виступив на захист Сінгапуру у статті 2003 року: «Вони навряд чи заслуговували такого болюче недбалого прізвиська». Переглядаючи статтю у 2003 році, Гібсон написав у своєму блозі:
Статтю «Діснейленд зі смертною карою» було призначено для читання з теми «Розвиток Сінгапуру» на курсі «Письмо та критичне мислення» у 2008 році в Національному університеті Сінгапуру.

## Відгуки

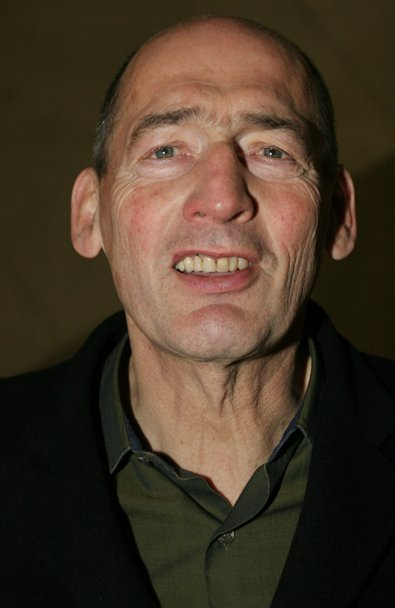
Архітектор та урбаністичний теоретик Рем Колгас, який критикував статтю за зверхнє ставлення до сінгапурців.

Стаття справила сильне враження на читачів. У газеті The Boston Globe її охарактеризували як «гострий випад на технократичні методи управління в Сінгапурі». Публікацію радив постмодерний політичний географ Едвард Соя як «чудовий тур міським кіберпростором» міста-держави. Журналіст Стівен Пул назвав її «сповненим жаху звітом» і запевнив, що автор «зневажає бездоганні обмежені плани корпоративного великого бізнесу» та є «чемпіоном із заглиблення в місцеві справи». У рецензії на роман Гібсона 2010 року Нульова Історія для The Observer Джеймс Прудон відзначив «Діснейленд» як одну з найвищих точок кар'єри Гібсона: «Це дотепний, проникливий зразок репортажу, що свідчить також про публіцистичний талант, рівносильний дару провидіння, який зробив його гуру цифрової ери».
Філософ та автор книг про сучасні технології Петер Людлов розглядає статтю як атаку на місто, та вважає іронією той факт, що справжній Діснейленд міститься в Каліфорнії, штаті, де «кримінальний кодекс включає смертну кару». Урбаністичний теоретик Мартен Делбек зазначив, що, за Гібсоном, у дезинфіковано-безіндивідуальному характері міста-держави винен комп'ютеризований контроль, — твердження, яке Делбек назвав «традиційним, майже старомодним зауваженням проти технократії». У 2004 році Пол Ро у статті до Форуму з сучасного мистецтва та суспільства прокоментував: «Треба віддати автору належне за його здатність схопити дух часу в такому контексті, як тут, проте журналістський репортаж Гібсона неминуче грубий». Також він цитує британського академіка, що живе в Сінгапурі, Джона Філіпса, що Гібсон «не спромігся як слід висловити свою критику».
У книзі S,M,L,XL урбаніст і теоретик архітектури Рем Колгас піднімає питання з уїдливим, іронічним тоном оригінальної статті, засуджує погляд автора як типову реакцію «мертвих батьків, що побиваються з безладного використання їхньої спадщини дітьми». Кулхас стверджує, що така реакція, як у Гібсона, передбачає, що позитивна спадщина модерності може бути розумно використана лише представниками західної цивілізації і такі спроби, як Сінгапуру, засвоїти «новинки» сучасного світу без розуміння його історії будуть давати тільки далекосяжні та гідні жалю спотворення.
Сінгапурець Тан Вен Хон у свою чергу написав критичну відповідь як Гібсону, так і Колгасу.